# Домбро ле Сек
Домбро ле Сек (фр. Dombrot-le-Sec) насеље је и општина у североисточној Француској у региону Лорена, у департману Вогези која припада префектури Нефшато.
По подацима из 2011. године у општини је живело 383 становника, а густина насељености је износила 20,28 становника/km². Општина се простире на површини од 18,89 km². Налази се на средњој надморској висини од | метара (максималној 485 m, а минималној 357 m).

## Демографија
| 1962. | 1968. | 1975. | 1982. | 1990. | 2011. |
| ----- | ----- | ----- | ----- | ----- | ----- |
| 396   | 369   | 379   | 406   | 409   | 383   |

График промене броја становника у току последњих година